# Agência de Álcool, Tabaco, Armas de Fogo e Explosivos
Agência de Álcool, Tabaco, Armas de Fogo e Explosivos (ATF) - "Bureau of Alcohol, Tobacco, Firearms and Explosives", é uma organização federal de aplicação da lei no Departamento de Justiça dos Estados Unidos. Suas responsabilidades incluem a investigação e prevenção de infrações federais que envolvam uso, fabricação e posse ilegal de armas de fogo e explosivos; atos de incêndio criminoso e bombardeios; e tráfico ilegal e sonegação de produtos de álcool e tabaco. A ATF também regula, via licenciamento, a venda, posse e transporte de armas de fogo, munições e explosivos no comércio interestadual. Muitas das atividades da ATF são realizadas em conjunto com forças-tarefa compostas por policiais estaduais e municipais. 
O ATF opera um laboratório exclusivo de pesquisa de incêndios em Beltsville, Maryland, onde maquetes em larga escala de incêndios criminosos podem ser reconstruídas. A agência é liderada por Thomas E. Brandon, diretor interino, e Ronald B. Turk, vice-diretor interino. A ATF possui 5.101 funcionários e um orçamento anual de 1,274 bilhão de dólares (2019).

## Organização
O ATF está organizado da seguinte forma:
- Diretor
  - Chefe de Gabinete
  - Conselheiro Chefe
- Diretor Adjunto (Diretor de Operações)
  - Escritório de Operações de Campo
  - Escritório de Recursos Humanos e Desenvolvimento Profissional
  - Escritório de Gestão
  - Programas e Serviços do Escritório da Aplicação da Lei
  - Escritório de Responsabilidade Profissional e Operações de Segurança
  - Escritório de Assuntos Públicos e Governamentais
  - Escritório de Ciência e Tecnologia
  - Escritório de Inteligência Estratégica e Informação

## Especialistas em Balística
O ATF fornece apoio investigativo a seus parceiros por meio da Rede Nacional Integrada de Informações Balísticas (NIBIN), que permite que as agências policiais federais, estaduais e locais façam imagens e comparem as evidências de armas de crime. NIBIN tem atualmente 203 sites. No ano fiscal de 2007, as 174 agências parceiras do NIBIN registraram imagens de mais de 184.000 balas e invólucros no banco de dados, resultando em mais de 5.200 partidas que forneceram pistas investigativas.
Atualmente, o ATF está utilizando um sistema de comparação balística exclusivo que permite que os técnicos digitalizem e classifiquem automaticamente as assinaturas dos invólucros de balas e projéteis e auxilia no fornecimento de correspondências em uma taxa bastante acelerada. O equipamento fornece rapidamente aos investigadores pistas para resolver um maior número de crimes em um período de tempo mais curto.

## Sedes
Atualmente o ATF tem escritórios em todo os Estados Unidos e também ao redor do mundo.

##### Estados Unidos
| Atlanta       | Georgia                                                                 |
| Baltimore     | Maryland, Delaware                                                      |
| Boston        | Connecticut, Maine, Massachusetts, New Hampshire, Rhode Island, Vermont |
| Charlotte     | North Carolina, South Carolina                                          |
| Chicago       | Northern Illinois, Northern Indiana, Eastern Wisconsin                  |
| Columbus      | Southern Indiana, Ohio                                                  |
| Dallas        | New Mexico, Northwest Texas, Oklahoma                                   |
| Denver        | Colorado, Montana, Utah, Wyoming                                        |
| Detroit       | Michigan                                                                |
| Houston       | Southeast Texas                                                         |
| Kansas City   | Southern Illinois, Iowa, Kansas, Missouri, Nebraska                     |
| Los Angeles   | Southern California                                                     |
| Louisville    | Kentucky, West Virginia                                                 |
| Miami         | Southeast Florida, the Caribbean                                        |
| Nashville     | Alabama, Tennessee                                                      |
| Newark        | New Jersey                                                              |
| New Orleans   | Arkansas, Louisiana, Mississippi                                        |
| New York      | New York                                                                |
| Philadelphia  | Pennsylvania                                                            |
| Phoenix       | Arizona, New Mexico                                                     |
| San Francisco | Northern California, Nevada                                             |
| Seattle       | Alaska, Hawaii, Idaho, Oregon, Washington                               |
| St. Paul      | Minnesota, North Dakota, South Dakota, Western Wisconsin                |
| Tampa         | Northwest Florida                                                       |
| Washington    | District of Columbia, Virginia                                          |

##### Mundial
- Embaixada Americana em El Salvador
- Embaixada Americana em México City, México
- Embaixada Americana em Ottawa, Canadá
- Quartel General da EUROPOL em The Hague, Países Baixos